# Stary Dom Polski w Jerozolimie
Stary Dom Polski w Jerozolimie – klasztor polskich elżbietanek i dom pielgrzyma w Dzielnicy Chrześcijańskiej.

## Historia
Pierwszy dom pielgrzyma dla Polaków w Jerozolimie zorganizował franciszkanin o. Jukundyn Bielak w 1876 roku. Po jego wyjeździe z Palestyny w 1894 roku instytucja stopniowo przestała istnieć, borykając się z trudnościami finansowymi. W latach 1907 oraz 1909 galicyjski Komisariat Ziemi Świętej z siedzibą w Krakowie zorganizował dwie duże pielgrzymki, w których wzięło udział razem prawie 1000 osób. W 1908 roku ks. Marcin Pinciurek kupił w Dzielnicy Chrześcijańskiej w Jerozolimie arabski dom mieszkalny z przeznaczeniem dla pielgrzymujących do Ziemi Świętej Polaków. Budynek był jednopiętrowy, usytuowany w niedalekiej odległości od Bazyliki Bożego Grobu. Ksiądz zapłacił za niego z własnych oszczędności oraz z zebranych funduszy. Opiekował się nim do swojej śmierci w 1930 roku.
Hospicjum zostało zapisane w darze Narodowi Polskiemu. Spadkobiercą w imieniu narodu został prymas August Hlond, który opiekę nad nim powierzył poznańskim elżbietankom. Pierwsze trzy siostry przybyły do Jerozolimy w 1931 roku, kolejne cztery dołączyły w kolejnych latach. Pierwszą przełożoną została s. Innocenta Gierszewicz (1883–1947), która przebywała w Jerozolimie do 1947 roku. Dom Polski był ważnym ośrodkiem duszpasterskim dla Polaków przebywających w Palestynie w latach II wojny światowej, członków Brygady Karpackiej i innych. Placówka istnieje do dziś i nadal prowadzona jest przez polskie siostry.

## Adres klasztoru
Oficjalny adres do korespondencji:

Dom Polski

Al-Battikh 18

P.O.B. 20256

Jerusalem – Israel

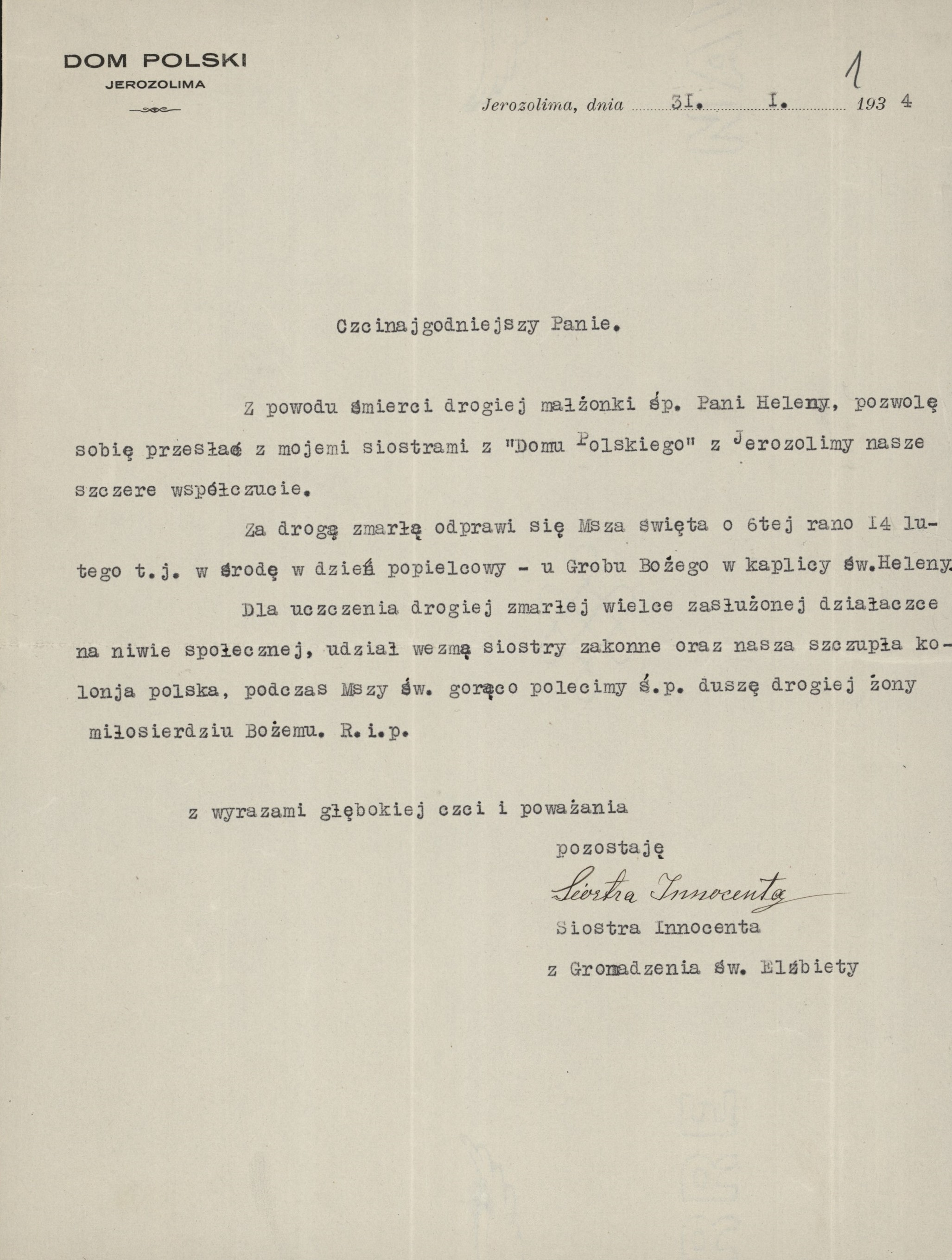
List s. Innocenty z Domu Polskiego do I. Paderewskiego
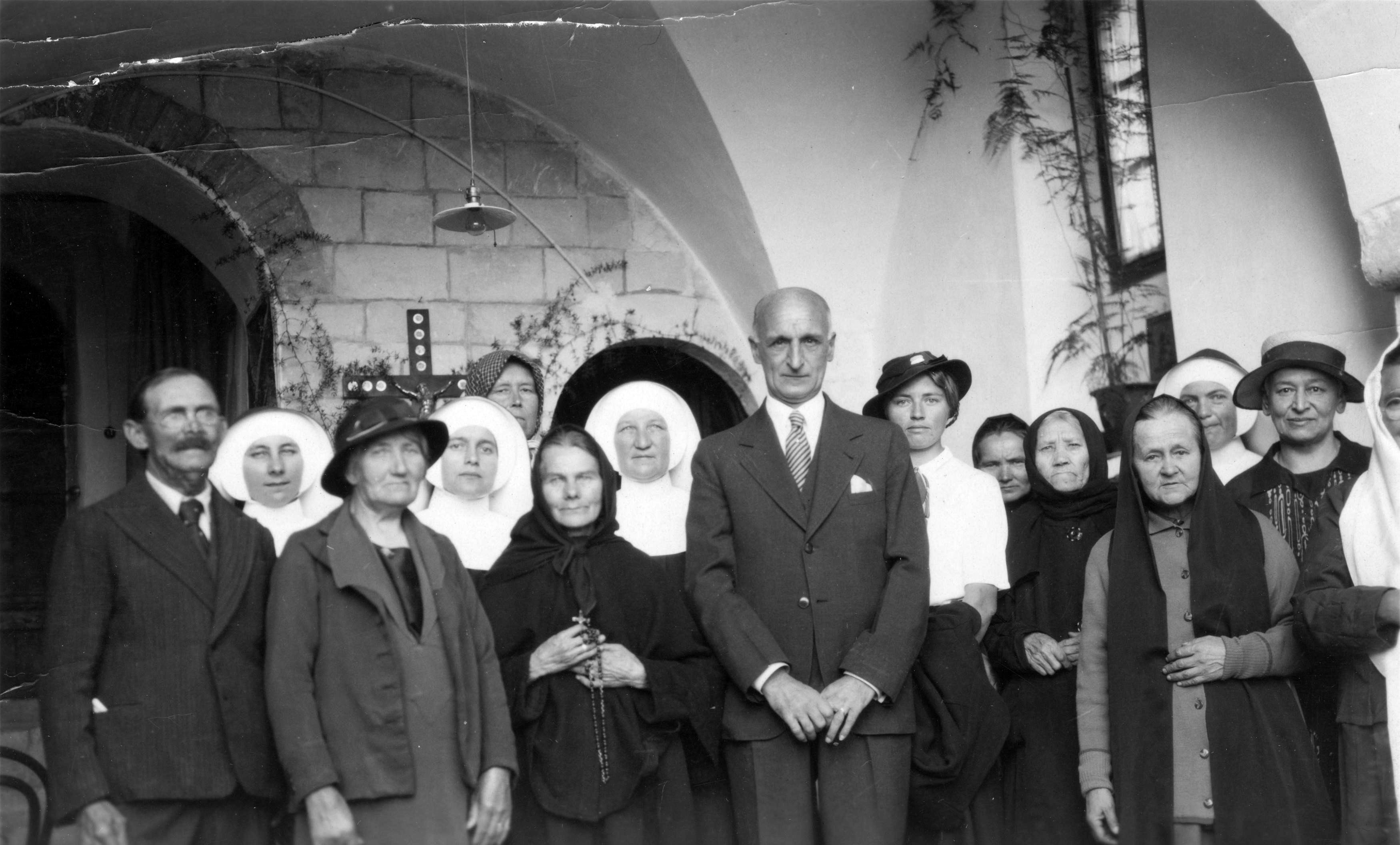
Elżbietanki i goście na dziedzińcu (między 1931 a 1936 rokiem)
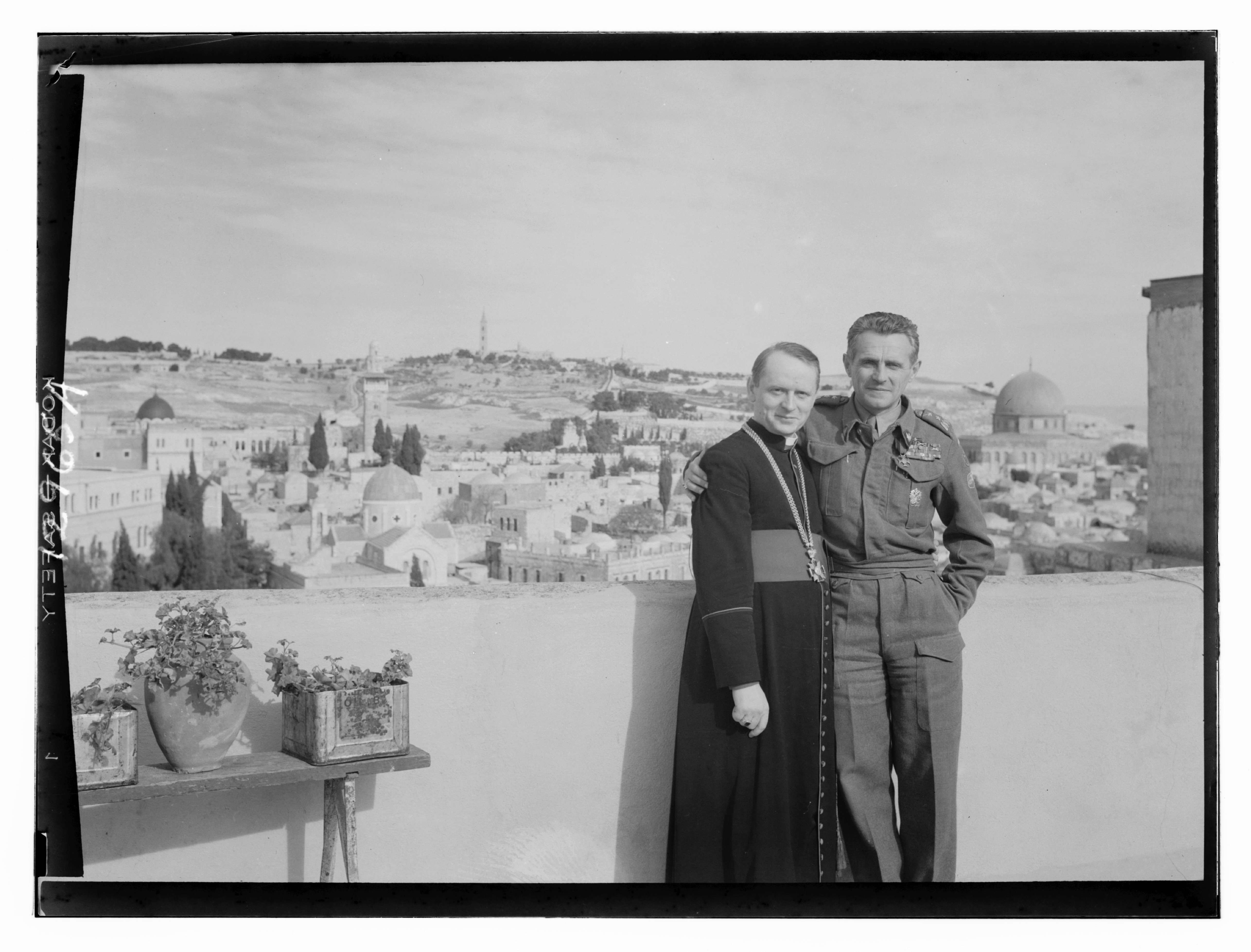
Gen. Michał Tokarzewski i prałat Stefan Pietruszka na dachu Starego Domu Polskiego podczas II wojny światowej